# Club Sportivo Barracas
Il Club Sportivo Barracas è una società calcistica argentina di Buenos Aires, fondata il 30 ottobre 1913.

## Storia
La società venne fondata a Buenos Aires nel 1913 con il nome Club Sportivo Barracas. Inizialmente fu un club che si dedicava agli sport nautici; nel 1914, con la fusione con il Club Riachuelo, che aveva una squadra di calcio, iniziò le attività anche in questa disciplina. Affiliatosi alla Asociación Argentina de Football, nel 1917 partecipò per la prima volta a un torneo di massima serie, la Copa Campeonato; alla prima stagione giunse al 4º posto in classifica. Dopo il 5º posto del torneo del 1918, lo Sportivo Barracas fu tra i fondatori della Asociación Amateurs de Football. Prese dunque parte al primo campionato organizzato dalla neonata federazione dissidente, chiudendo in ottava posizione. A partire dal 1920 giocò le sue gare all'Estadio Iriarte y Luzuriaga; tornato alla AAF, vi giocò dal 1920 al 1925 (ottenendo il terzo posto nel torneo del 1923); nel 1926 il club lasciò nuovamente la AAF. Nel 1927 partecipò alla Primera División 1927, organizzata dalla AAAF, federazione nata dalla riunione di AAF e AAm. In quell'anno il club contava 3060 soci. In seguito alla creazione della massima serie professionistca da parte della Liga Argentina de Football, lo Sportivo Barracas decise di non aderire al professionismo e proseguire nei tornei dilettantistici. Nel 1932 vinse il campionato della AAF, superando i rivali del Barracas Central. L'ultimo torneo di massima serie che disputò prima di lasciare la federazione fu quello del 1934. Rimase per circa 30 anni senza affiliazione, tornando a presenziare in tornei ufficiali nel 1967. Da allora è rimasto nelle serie minori.

## Palmarès

### Competizioni nazionali
- Campionato paraguaiano di seconda divisione: 1

1916
- Copa de Competencia Jockey Club: 1

1921
- Primera División (AAF): 1

1932
- Primera D: 2

2003-2004, 2015

### Altri piazzamenti
- Campionato argentino:

Terzo posto: 1923